# Olšany (okres Kladno)
Olšany (Duits: Wolschan of Wolschan bei Brandeisl) is een dorp in de Tsjechische gemeente Brandýsek in de regio Midden-Bohemen en maakt deel uit van het district Kladno.
Olšany telt 717 inwoners (2021).

## Geschiedenis
De eerste schriftelijke vermelding van het dorp dateert van 1316.
Sinds 1960 maakt Olšany deel uit van de gemeente Brandýsek.

## Geboren
- Alois Dryák (1872-1932) - architect

## Galerij

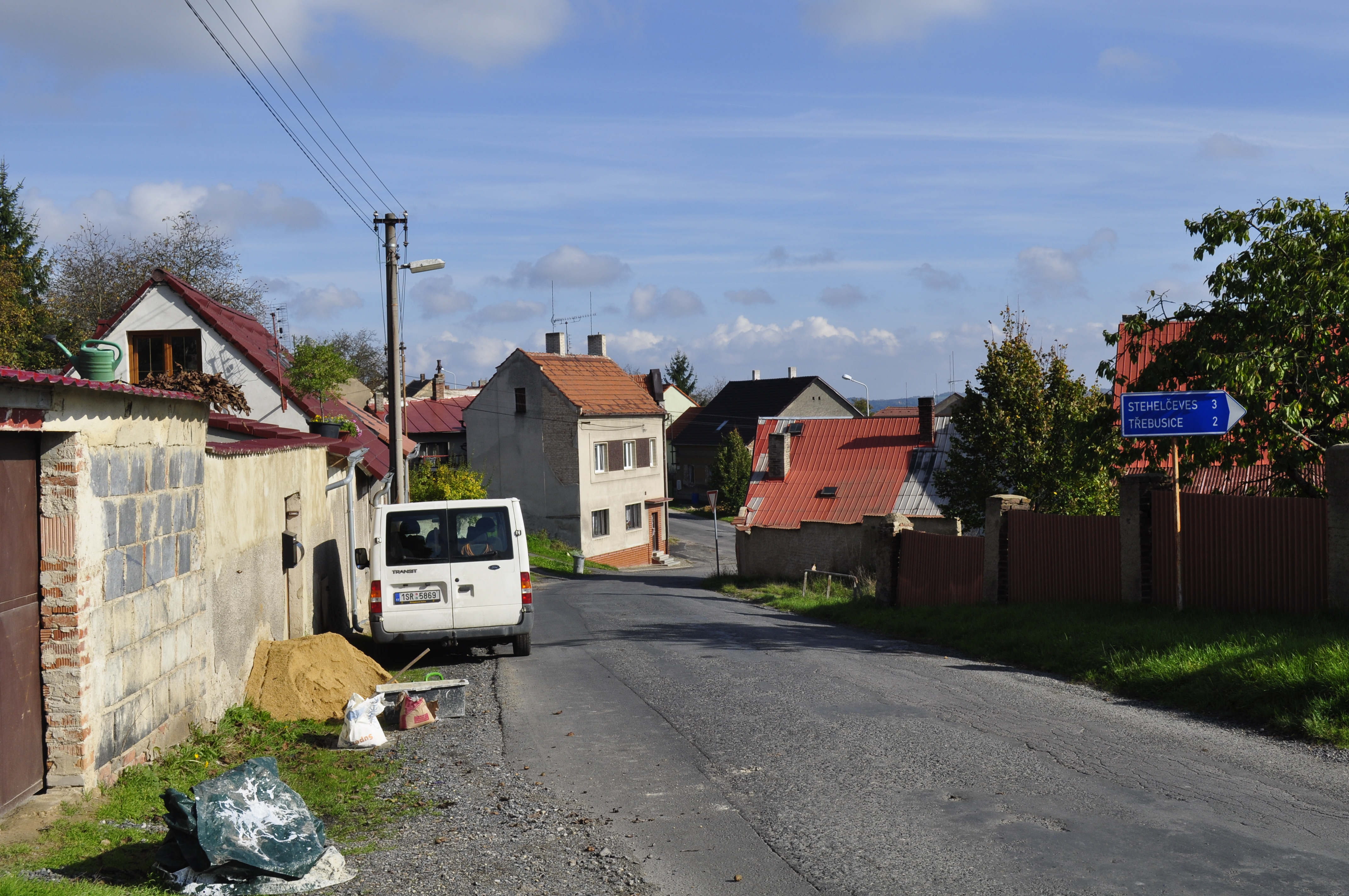
Heuvelweg in Olšany
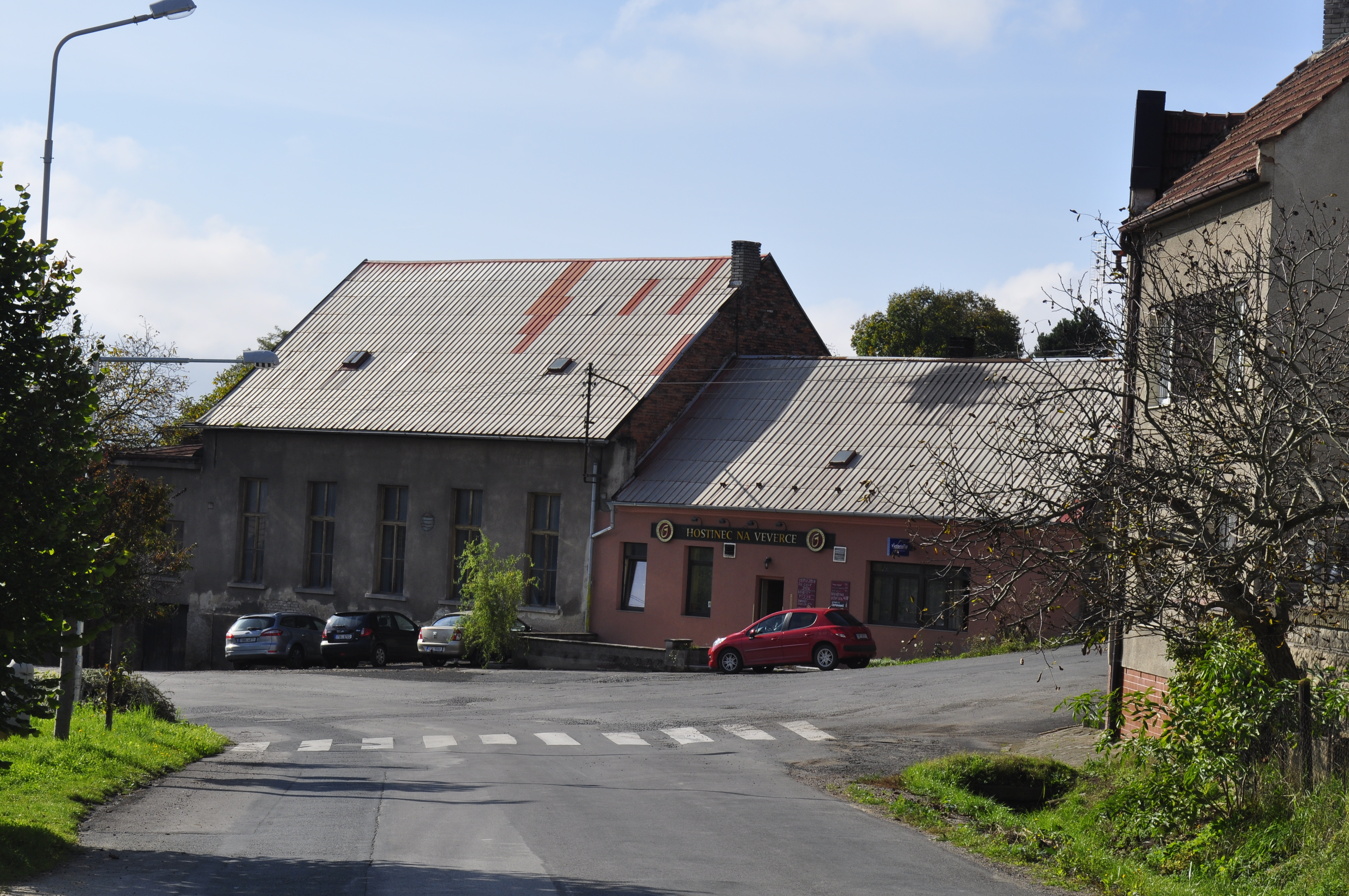
Historische gebouwen in Olšany
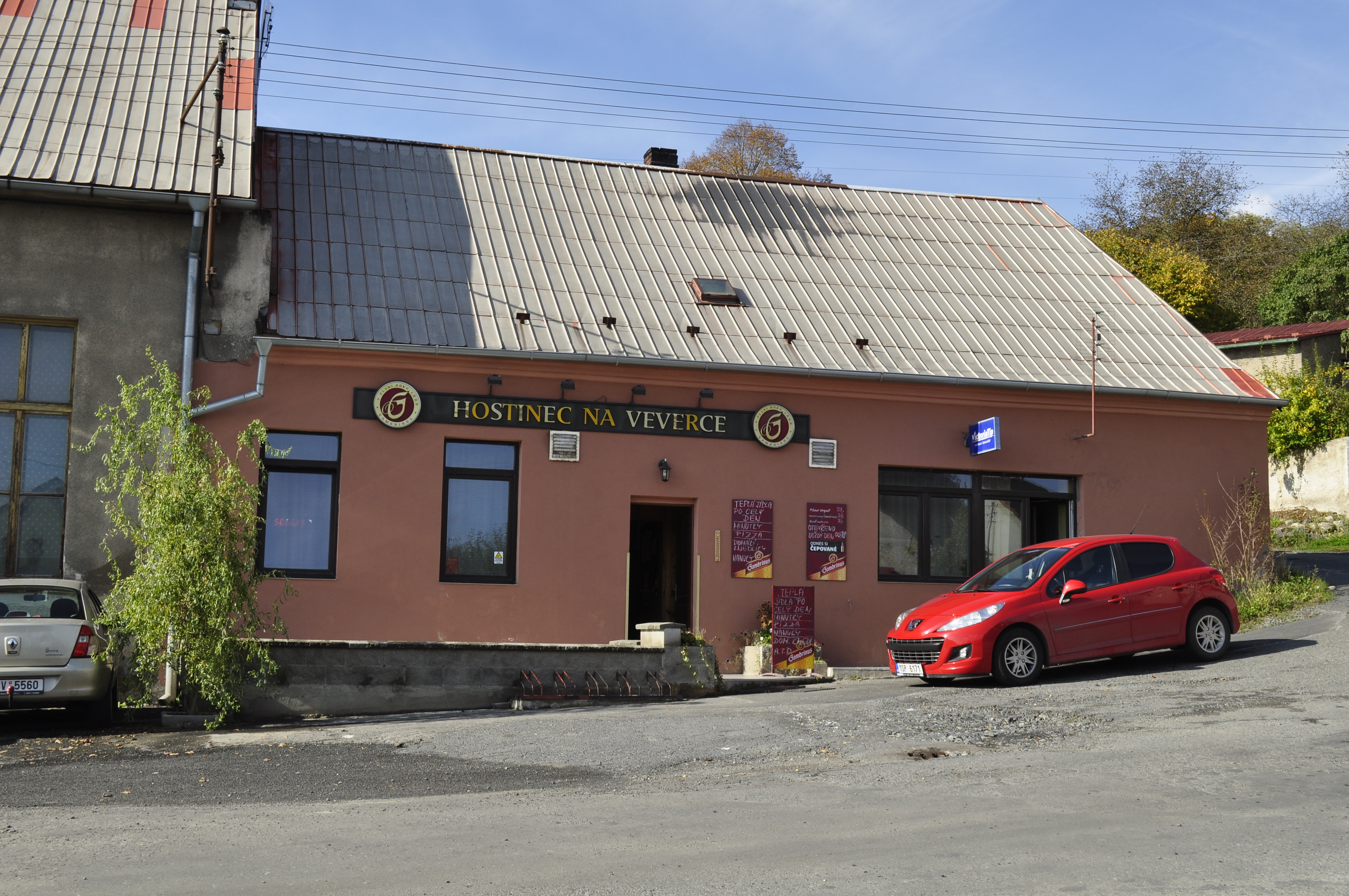
Dorpscafé
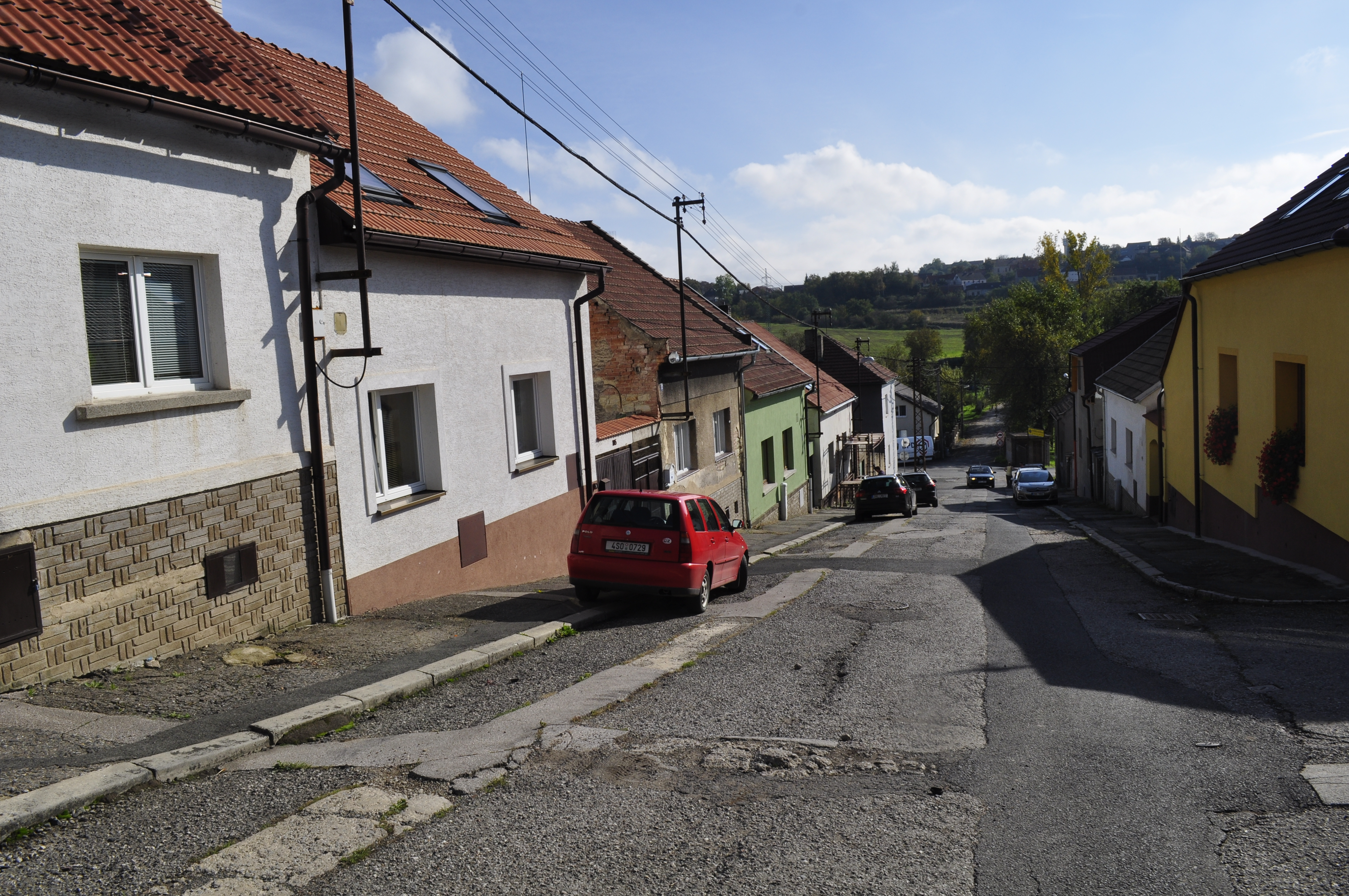
Heuvelstraat in Olšany
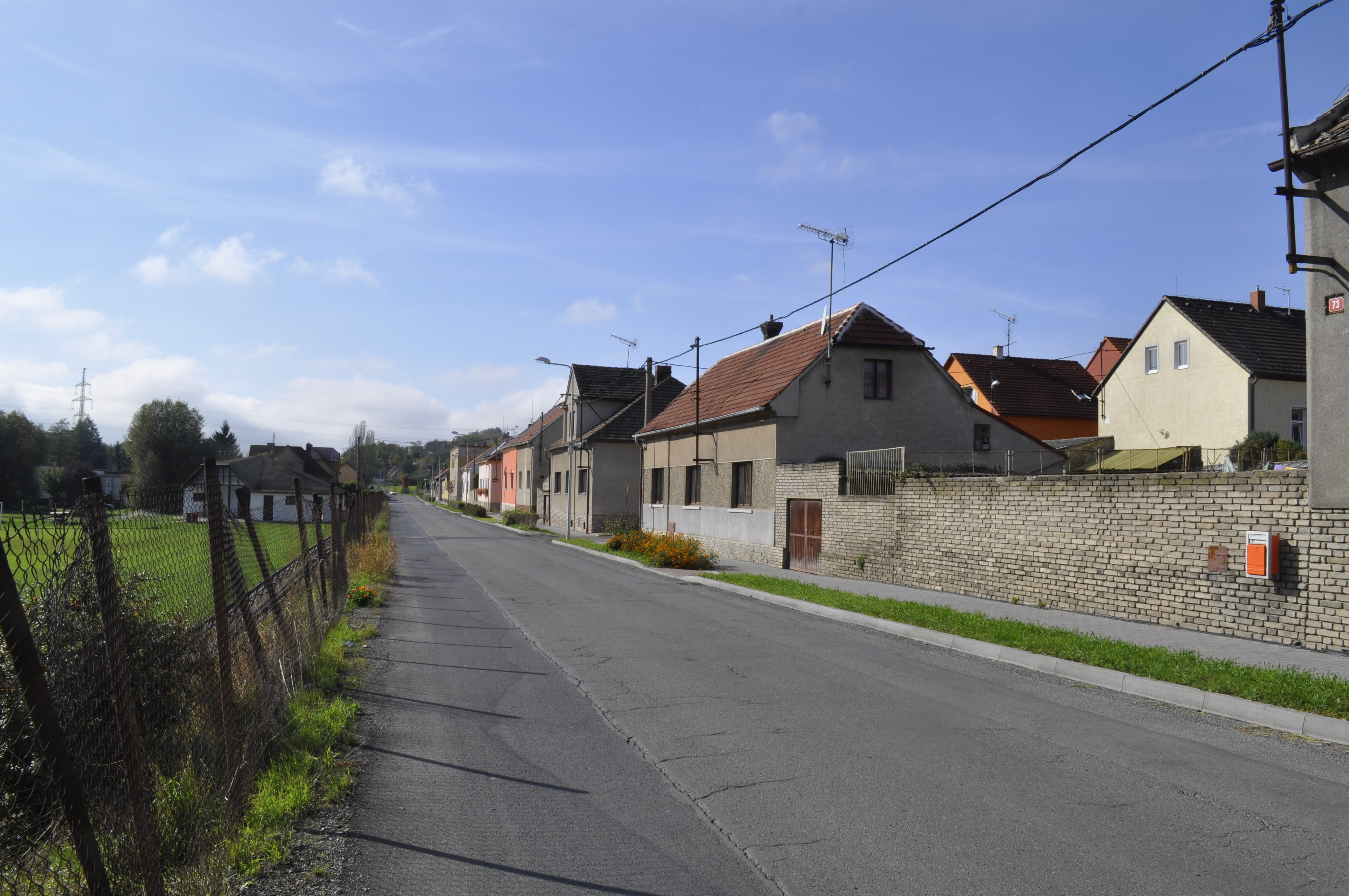
Straat in Olšany (1)
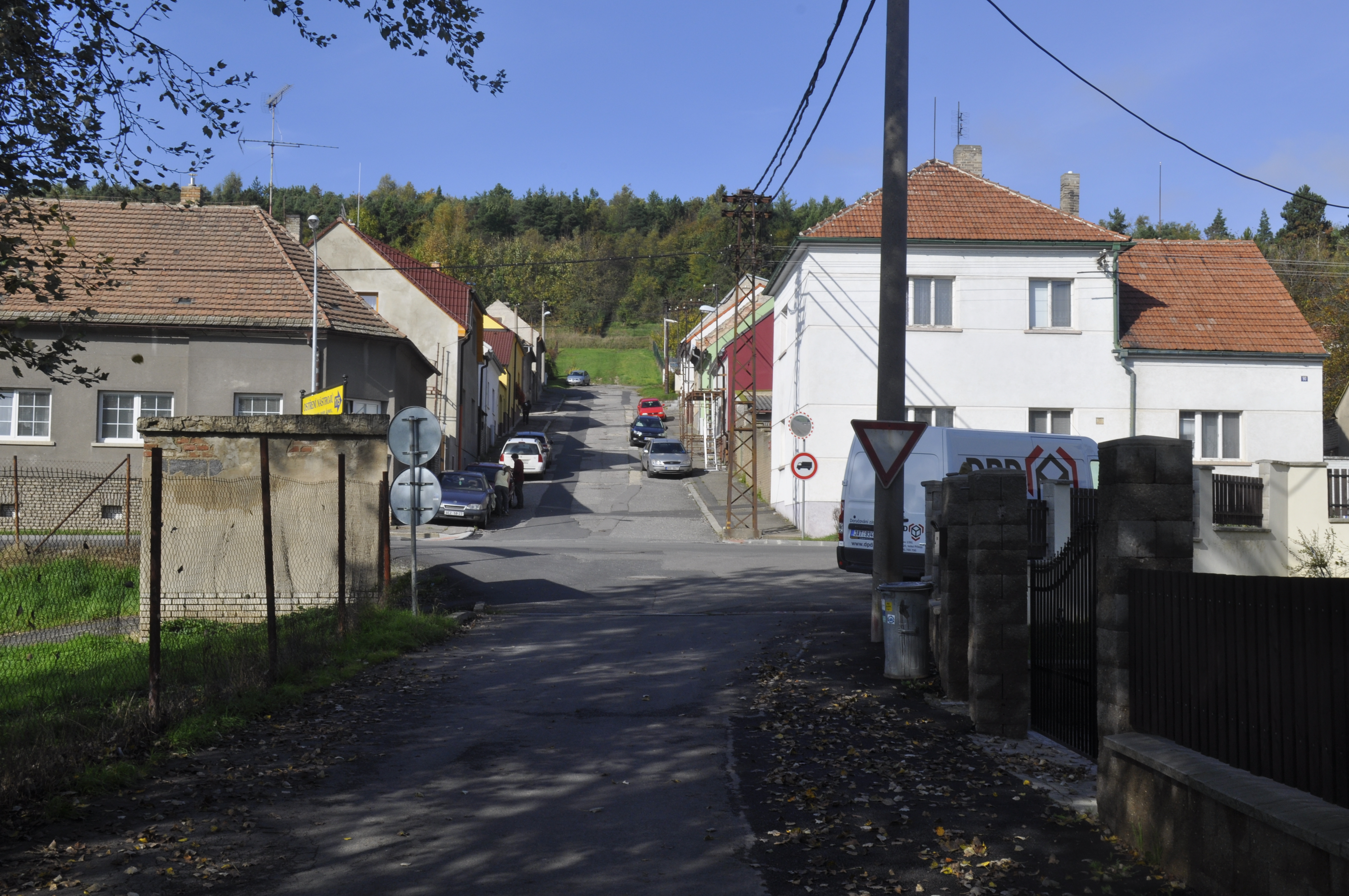
Straat in Olšany (2)
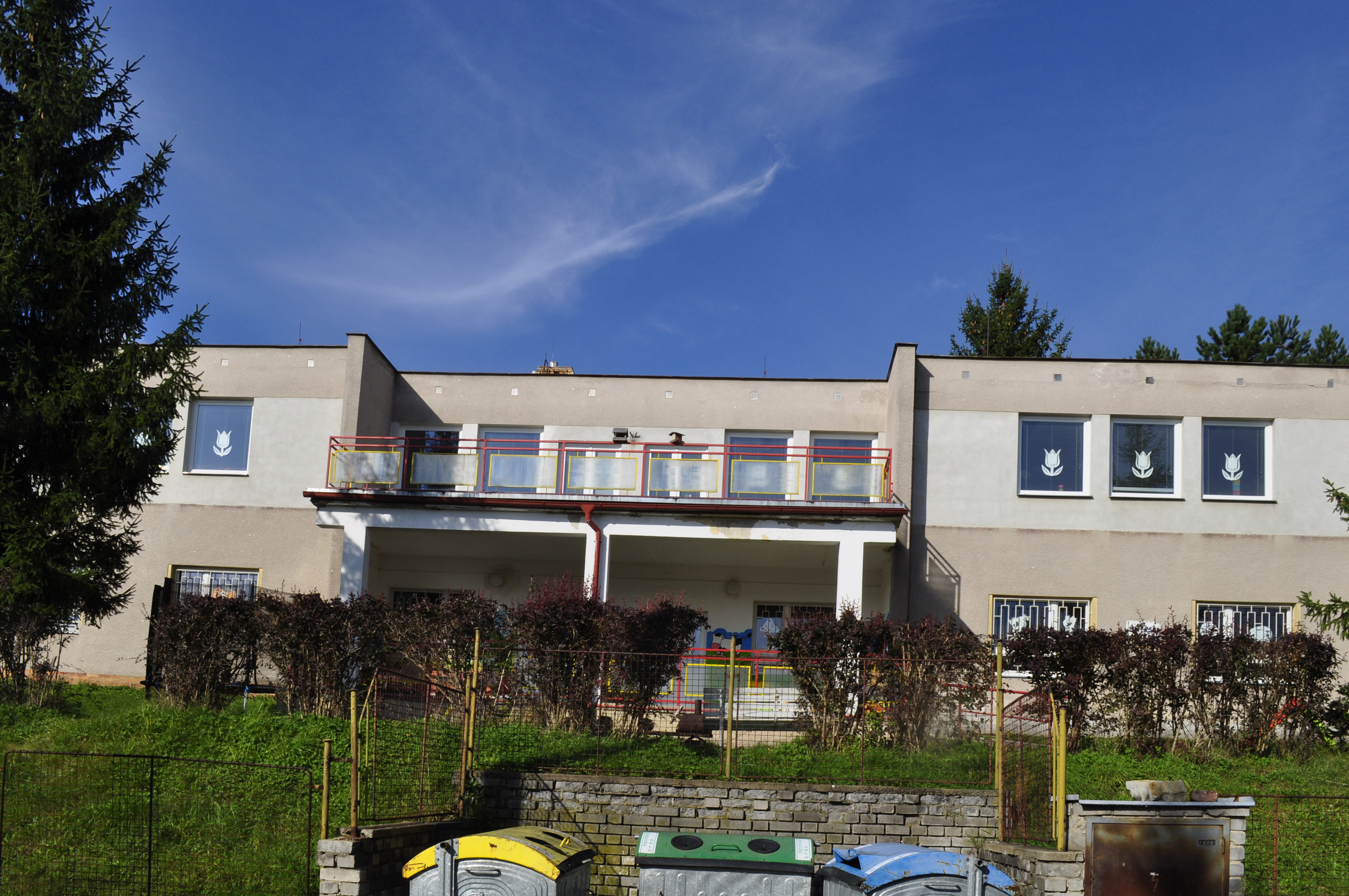
Kleuterschool